# Sent Ambruèis
Saint-Ambroix (en occità Sant Ambruèis) és un municipi francès situat al departament del Gard i a la regió d'Occitània.